# Alebroides emarginatus
Alebroides emarginatus är en insektsart som beskrevs av Irena Dworakowska 1997. Alebroides emarginatus ingår i släktet Alebroides och familjen dvärgstritar.
Artens utbredningsområde är Nepal. Inga underarter finns listade i Catalogue of Life.